# Schuettea
Schuettea ist eine zwei Arten umfassende Gattung subtropischer Meeresfische, die an den Küsten des südwestlichen und südöstlichen Australien vorkommt.

## Merkmale
Schuettea-Arten werden 20 bis 24 cm lang. Sie besitzen einen hochovalen, seitlich stark abgeflachten Körper mit gleich stark gebogenem Rücken- und Bauchprofil. Die Augen sind sehr groß. Das schräg stehende Maul ist klein. Der Unterkiefer steht vor. Beide Kiefer und der Gaumen sind mit zahlreichen, kleinen, in Reihen stehenden, gleich großen und spitzen Zähnen besetzt. Der Vorkiemendeckel ist fein gesägt. Die Bauchflossen sind kurz aber vollständig ausgebildet. Rücken- und Afterflosse sind lang und stehen sich symmetrisch gegenüber. Sie sind dicht beschuppt. Die Hartstrahlen von Rücken- und Afterflosse stehen eng zusammen und nehmen rasch an Höhe zu. Die Pseudobranchie ist groß. Die Anzahl der Rückenflossenhartstrahlen liegt bei 5, die Anzahl der Weichstrahlen in der Rückenflosse beträgt 28 bis 31, in der Afterflosse sind es 28 bis 32. Die Anzahl der Wirbel liegt bei 24, davon sind 10 Rumpfwirbel und 14 Schwanzwirbel.

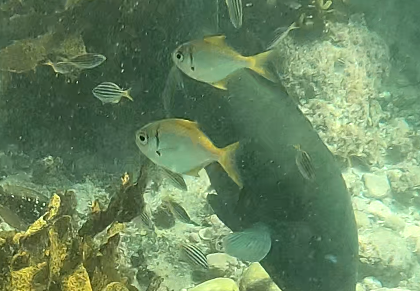
Schuettea scalaripinnis

## Systematik
Die Gattung Schuettea wurde 1866 durch den österreichischen Fischkundler Franz Steindachner zusammen mit der Typusart Schuettea scalaripinnis erstmals wissenschaftlich beschrieben. Benannt wurde die Gattung nach einem Dr. Schütte, der Steindachner mit bei Port Jackson gefangenen Fischen versorgte. Darunter waren wahrscheinlich die Typusexemplare von Schuettea scalaripinnis.
Lange Zeit wurde die Gattung der Familie der Flossenblätter (Monodactylidae) zugeordnet und galt damit als Schwestergattung von Monodactylus. An dieser Zuordnung gab es jedoch auch Zweifel und ein japanischer Ichthyologe vermutete aus morphologischen Gründen eine Verwandtschaft mit den in tropischen Korallenriffen lebenden Glas- oder Beilfischen (Pempheridae), die heute der Ordnung Acropomatiformes zugeordnet werden. In einer im September 2022 veröffentlichte Studie über den Umfang der Acropomatiformes kamen die Autoren zu dem Ergebnis, dass die Gattung Schuettea zu dieser Ordnung gehört. Sie verzichteten aber darauf für Schuettea eine neue Familie einzuführen und stellten Schuettea ohne Familienzugehörigkeit (incertae sedis) in die Acropomatiformes.

## Arten
Es gibt zwei Schuettea-Arten:
- Schuettea scalaripinnis Steindachner, 1866
- Schuettea woodwardi (Waite, 1905)

Beide leben als Schwarmfische in seichten Küstenabschnitten.